# Hassan Aboud
Pour les articles homonymes, voir Aboud (homonymie).
Hassan Aboud (en arabe : حسان عبود), dit Abou Abdullah al-Hamaoui (en arabe : أبو عبد الله الحموي), né en 1978 près de Hama et mort le 9 septembre 2014 près d'Idleb, est chef rebelle de la guerre civile syrienne. Il est le fondateur du groupe salafiste Ahrar al-Cham.

## Biographie
Avant la guerre civile syrienne, Hassan Aboud est détenu dans la prison de Saidnaya. Il est libéré en 2011, en même temps que Zahran Allouche et Ahmed Abou Issa, par le régime syrien qui cherche alors à « djihadiser » la révolution syrienne. En juillet 2012, Hassan Aboud fonde le groupe rebelle salafiste Ahrar al-Cham, dont il devient le chef,.
Le 22 novembre 2013, plusieurs groupes rebelles islamistes, dont Ahrar al-Cham, forment une alliance appelée le Front islamique. Hassan Aboud en est désigné comme le chef politique. 
Hassan Aboud est tué le 9 septembre 2014, lors d'un attentat commis dans la cave d'une maison contre une réunion clandestine d'une cinquantaine de chefs religieux et militaires d'Ahrar al-Cham. L'explosion cause la mort de 47 personnes, soit tous les participants de la réunion,,. Selon l'Observatoire syrien des droits de l'homme (OSDH), la bombe a été placée dans le couloir menant à la salle et les chefs ont été tués soit par des éclats, soit par étouffement.